# Bugsmúli
Bugsmúli är en ås i republiken Island.   Den ligger i regionen Västlandet, i den västra delen av landet, 120 km nordväst om huvudstaden Reykjavík.
Inlandsklimat råder i trakten. Årsmedeltemperaturen i trakten är −2 °C. Den varmaste månaden är juli, då medeltemperaturen är 10 °C, och den kallaste är mars, med −7 °C.